# Виетнамска кухня
Виетнамската кухня обхваща храните и напитките на Виетнам и включва комбинация от пет основни вкуса във всички ястия. Всяко виетнамско ястие има отличителен вкус, който отразява един или повече от тези елементи. Общите съставки включват скариди, рибен сос, сос от боб, ориз, пресни билки, плодове и зеленчуци. Френската кухня също оказва голямо влияние поради френската колонизация на Виетнам. Виетнамските рецепти използват лимонена трева, джинджифил, мента, виетнамска мента, дълъг кориандър, сайгонска канела, чили „птичи очи“, лайм и листа от тайландски босилек. Традиционното виетнамско готвене е достойно за възхита поради пресните съставки, минималната употреба на млечни продукти и олио, като разчита предимно на билки и зеленчуци. Освен това е с ниско съдържание на захар и почти винаги е естествено без глутен, тъй като много от ястията се правят с оризова юфка, оризови листа и оризово брашно вместо пшеница. С баланса си между пресни билки и меса и избирателно използване на подправки за постигане на фин вкус, виетнамската храна се счита за една от най-здравословните кухни в света. Виетнамските ястия са свързани и с културните и религиозни аспекти на будизма.

## Обработка и сервиране на ориз
Оризът е основната храна на виетнамците. Тайланд и Виетнам са основните износители на ориз. Съществуват различни видове и всеки един от тях се приготвя по различен начин. Има лепкави сортове, които изискват оризът да се измие щателно и дори да се накисне във вода, понякога за една нощ. Когато се вари в началото се слага на силен огън, който след това постепенно се намалява. Историците посочват връзките между използването на пръчици и оризово отглеждащата цивилизация в Югоизточна Азия. Китайците не са единствените, които използват пръчици, виетнамците също ги използват. По време на ядене, виетнамските ястията не се сервират индивидуално в отделни чинии, а всеки гост със своите пръчици си сервира от общото ястие. Пръчици могат да се правят само в местата, където изобилието от бамбук е несъмнено – такъв е случаят в Южен Китай и Югоизточна Азия.

## Кралската трапеза
В династията Нгуен, 50-те най-добри готвачи от цялото кралство са избрани да служат на краля. Има три хранения на ден – 12 ястия на закуска и 66 ястия за обяд и вечеря (50 основни ястия и 16 сладкиши за десерт). Основно ястие е супата птиче гнездо (tổ yến). Други ястия включват перка от акула (vi cá), морски охлюв (bào ngư), сухожилие на елени (gân nai), ръце на мечки (tay gấu) и кожа на носорог (da tê giác). Водата трябва да идва от специални кладенци и извори, оризът от императорското оризово поле. Глинените съдове за готвене на ориза се използват само един път преди да се изхвърлят. Никой няма право да влиза в контакт с готвените ястия, с изключение на готвачите и членовете на борда. Първо ястията са сервирани на евнуси, след това на съпругите на краля, след което са предложени на самия крал, който им се наслаждава сам, в удобно, изпълнено с музика пространство.